# Osterberg
Osterberg este o comună din landul Bavaria, Germania.